# جوني غودتشايلد
جوني غودتشايلد (بالإنجليزية: Johnny Goodchild)‏ هو لاعب كرة قدم بريطاني في مركز الهجوم، ولد في 2 يناير 1939 في Sherburn Hill ‏ في المملكة المتحدة، وتوفي في 25 أغسطس 2011 في Durham ‏. لعب مع برايتون أند هوف ألبيون ونادي دارلنجتون ونادي سندرلاند ونادي يورك سيتي.